# Toni Schmücker
Toni Schmücker, född 23 april 1921 i Frechen, död 6 november 1996 i Bergisch Gladbach, var en tysk företagsledare. Han var verkställande direktör för Volkswagen AG 1975–1982.